# Établissement rural de Tolvouïa
L'établissement rural de Tolvouïa (en russe : То́лвуйское се́льское поселе́ние) est une entité municipale de Russie formée en 2004, du raïon de Medvejiegorsk dans la république de Carélie. Son siège administratif est le hameau de Tolvouïa.

## Géographie
L'établissement rural se situe dans le raïon de Medvejiegorsk, un des raïons de la république de Carélie,,,,. Le raïon et la république se trouvent dans le nord de la Russie européenne.
La municipalité de Tolvoja a une superficie de 496,8 km2 dont 226,8 km2 de terres. Tolvoja est bordée bordée au nord-ouest et au nord par Sunku du raïon de Karhumäki et Pälmä du raïon de Poudoj, à l'est par Tsolmuinen, et au sud et au sud-ouest par  Suurlahti. La majorité de la superficie terrestre de Tsolmuinen est forestière.

## Population
Recensements (*) et estimations de la population,:
| 2010* | 2021* | 2023 | - |
| ----- | ----- | ---- | - |
| 1 273 | 983   | 964  | - |

## Localités
L'établissement rural compte 18 localités,,,.
| Nom              | Nom russe      | Statut | Population (2013) |
| ---------------- | -------------- | ------ | ----------------- |
| Belokhino        | Белохино       | hameau | 0                 |
| Bereg            | Берег          | hameau | 3                 |
| Bolchaïa Niva    | Большая Нива   | hameau | 0                 |
| Bor              | Бор            | hameau | 8                 |
| Vitsino          | Вицино         | hameau | 3                 |
| Vyrozero         | Вырозеро       | hameau | 18                |
| Zagoubié         | Загубье        | hameau | 5                 |
| Zajoguinskaïa    | Зажогинская    | hameau | 0                 |
| Zaretchié        | Заречье        | hameau | 1                 |
| Krivonogovskaïa  | Кривоноговская | hameau | 8                 |
| Kouzaranda       | Кузаранда      | hameau | 95                |
| Lebechtchina     | Лебещина       | hameau | 10                |
| Malaïa Niva      | Малая Нива     | hameau | 0                 |
| Nikitinskaïa     | Никитинская    | hameau | 4                 |
| Padmozero        | Падмозеро      | hameau | 74                |
| Savinskaïa       | Савинская      | hameau | 23                |
| Svetchnikovskaïa | Свечниковская  | hameau | 1                 |
| Tolvouïa         | Толвуя         | hameau | 972               |